# Warrington Town FC
Warrington Town FC (celým názvem: Warrington Town Football Club) je anglický fotbalový klub, který sídlí ve městě Warrington v nemetropolitním hrabství Cheshire. Založen byl v roce 1949 pod názvem Stockton Heath Albion FC. Od sezóny 2016/17 hraje v Northern Premier League Premier Division (7. nejvyšší soutěž). Klubové barvy jsou modrá a žlutá.
Své domácí zápasy odehrává na stadionu Cantilever Park s kapacitou 2 500 diváků.

## Historické názvy
Zdroj: 
- 1949 – Stockton Heath Albion FC (Stockton Heath Albion Football Club)
- 1961 – Warrington Town FC (Warrington Town Football Club)

## Úspěchy v domácích pohárech
Zdroj: 
- FA Cup
  - 2. kolo: 2014/15
- FA Trophy
  - Čtvrtfinále: 1992/93
- FA Vase
  - Finále: 1986/87

## Umístění v jednotlivých sezonách
Stručný přehled
Zdroj: 
- 1953–1975: Mid-Cheshire League
- 1975–1978: Mid-Cheshire League (Division One)
- 1978–1982: Cheshire County League (Division Two)
- 1982–1983: North West Counties League (Division Three)
- 1983–1987: North West Counties League (Division Two)
- 1987–1990: North West Counties League (Division One)
- 1990–1997: Northern Premier League (Division One)
- 1997–1998: North West Counties League (Division One)
- 1998–2001: North West Counties League (Division Two)
- 2001–2004: North West Counties League (Division One)
- 2004–2007: Northern Premier League (Division One)
- 2007–2008: Northern Premier League (Division One South)
- 2008–2016: Northern Premier League (Division One North)
- 2016– : Northern Premier League (Premier Division)

Jednotlivé ročníky
Zdroj: 
Legenda: Z - zápasy, V - výhry, R - remízy, P - porážky, VG - vstřelené góly, OG - obdržené góly, +/- - rozdíl skóre, B - body, červené podbarvení - sestup, zelené podbarvení - postup, fialové podbarvení - reorganizace, změna skupiny či soutěže
| Sezóny  | Liga                                         | Úroveň | Z  | V  | R  | P  | VG  | OG | +/- | B   | Pozice |
| ------- | -------------------------------------------- | ------ | -- | -- | -- | -- | --- | -- | --- | --- | ------ |
| 2009/10 | Northern Premier League (Division One North) | 8      | 42 | 18 | 6  | 18 | 65  | 69 | -4  | 60  | 9.     |
| 2010/11 | Northern Premier League (Division One North) | 8      | 44 | 18 | 16 | 10 | 70  | 52 | +18 | 67  | 9.     |
| 2011/12 | Northern Premier League (Division One North) | 8      | 42 | 17 | 9  | 16 | 69  | 71 | -2  | 60  | 11.    |
| 2012/13 | Northern Premier League (Division One North) | 8      | 42 | 19 | 12 | 11 | 76  | 54 | +22 | 69  | 10.    |
| 2013/14 | Northern Premier League (Division One North) | 8      | 42 | 27 | 6  | 9  | 86  | 47 | +39 | 87  | 3.     |
| 2014/15 | Northern Premier League (Division One North) | 8      | 42 | 19 | 8  | 15 | 65  | 55 | +10 | 65  | 9.     |
| 2015/16 | Northern Premier League (Division One North) | 8      | 42 | 34 | 4  | 4  | 121 | 36 | +85 | 106 | 1.     |
| 2016/17 | Northern Premier League (Premier Division)   | 7      | 46 | 22 | 8  | 16 | 64  | 56 | +8  | 74  | 10.    |
| 2017/18 | Northern Premier League (Premier Division)   | 7      | 46 | 23 | 13 | 10 | 72  | 49 | +23 | 82  | 3.     |
| 2018/19 | Northern Premier League (Premier Division)   | 7      | 42 |    |    |    |     |    |     |     |        |